# Русская гражданская вспомогательная полиция (Севастополь)
Русская гражданская вспомогательная полиция — подразделение вспомогательной полиции, которое было создано в Севастополе сразу после оккупации города германскими войсками в июле 1942 года.
Возглавил её полицмейстер Б. В. Кормчинов-Некрасов, формально подчинявшийся бургомистру Н. Мадатову. Когда в город прибыло подразделение полиции безопасности и СД во главе с оберштурмбаннфюрером Фриком, из вспомогательной полиции была выделена следственно-розыскная часть, или криминальная полиция (она именовалась также «русская вспомогательная полиция безопасности»). Она была подчинена Фрику и активно привлекалась к уничтожению еврейского населения, а также к репрессиям против парт-советского актива.
В 1942 году в её составе служили 120 человек, в 1944 году — около 300.
В оккупированном Крыму к ноябрю 1942 года было создано 8 шуцманшафт-батальонов: 147-й и 154-й — в Симферополе, 148-й — в Карасубазаре, 149-й — в Бахчисарае, 150-й — в Ялте, 151-й — в Алуште, 152-й — в Джанкое, 153-й — в Феодосии. Хотя большая часть личного состава этих подразделений была набрана из крымских татар, в некоторых из батальонов служили и русские. За формирование крымских подразделений отвечали, в частности, русские коллаборационисты, в том числе будущий командующий военно-воздушными силами РОА В. И. Мальцев.
Исследователь крымского подполья Станислав Славич характеризует работу вспомогательной полиции следующим образом:
«Постоянные контрольные посты были на выезде из Ялты, у гурзуфской будки, возле Алушты, на перевале и при въезде в Симферополь. На каждом могли остановить и обыскать машину. Кроме этих постов немцы время от времени выставляли заставы в самых неожиданных местах. А еще — моторизованные патрули, местные полицаи и эти цепные псы-добровольцы, которые пошли с оружием в руках служить гитлеровцам и отличались особой жестокостью. Этих, „своих“, перехитрить было труднее, чем немцев или румын. Эти знали все уловки».